# 친애적타문
《친애적타문》(亲爱的她们)은 2017년 방송되었던 중국의 드라마이다.

## 소개
- 한국드라마 '디어 마이 프렌즈'를 리메이크 했던 드라마

## 등장 인물
- 쑹단단 - 마위화 역
- 장약윤 - 하안녕 역
- 장옌 - 고가일 역
- 유리리 (刘莉莉) - 석혜정 역
- 우쥔메이 - 구아 역
- 주인 - 안순화 역
- 두원 (杜源) - 허건설 역
- 옹홍 (Yvonne Yung) - 여목자 역
- 진한 (秦漢) - 송서호 역
- 엄민구 (严敏求) - 길숙영 역
- 쉬리 - 쉬지아원 역